# Ordini mendicanti

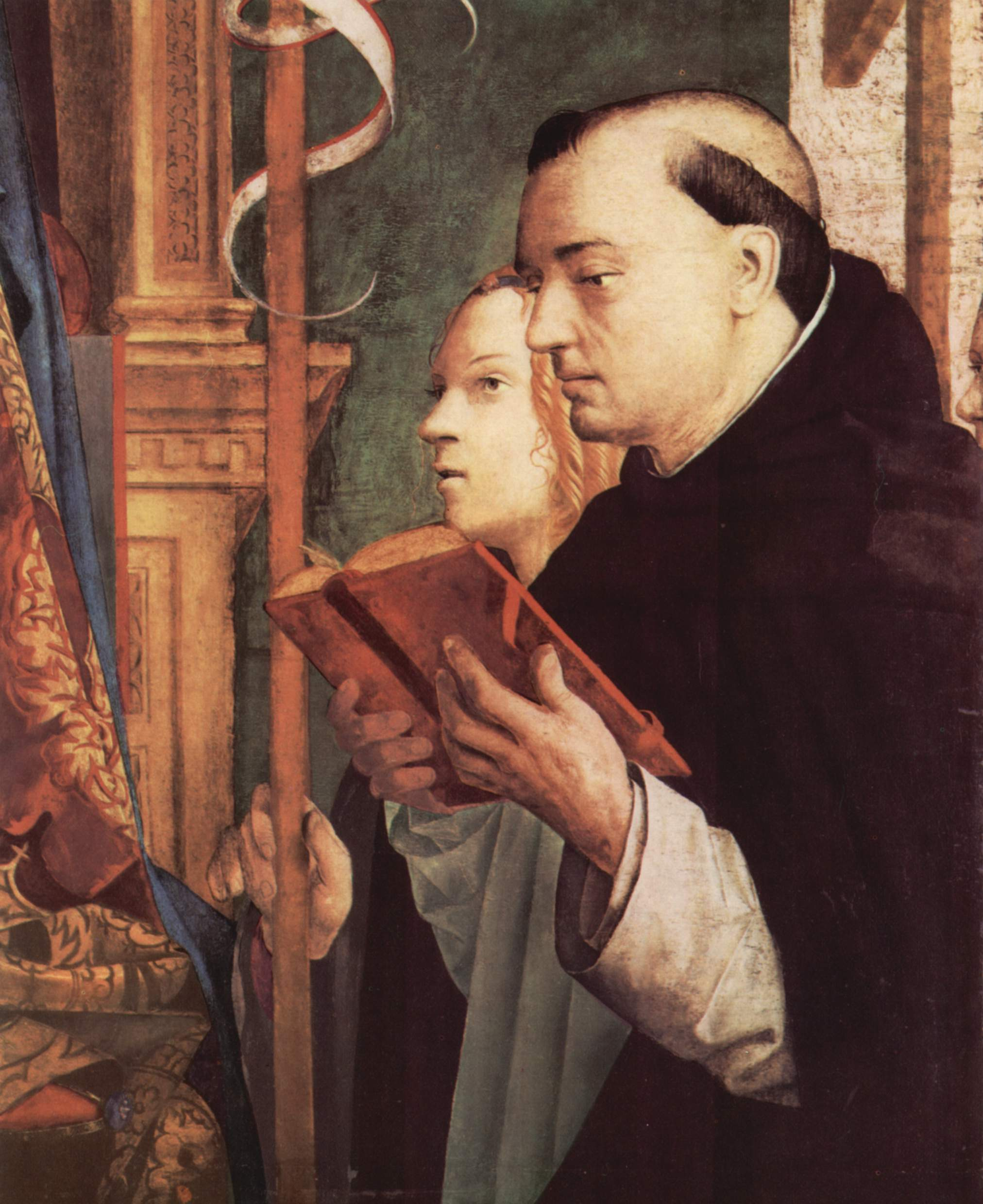
Domenico di Guzmán

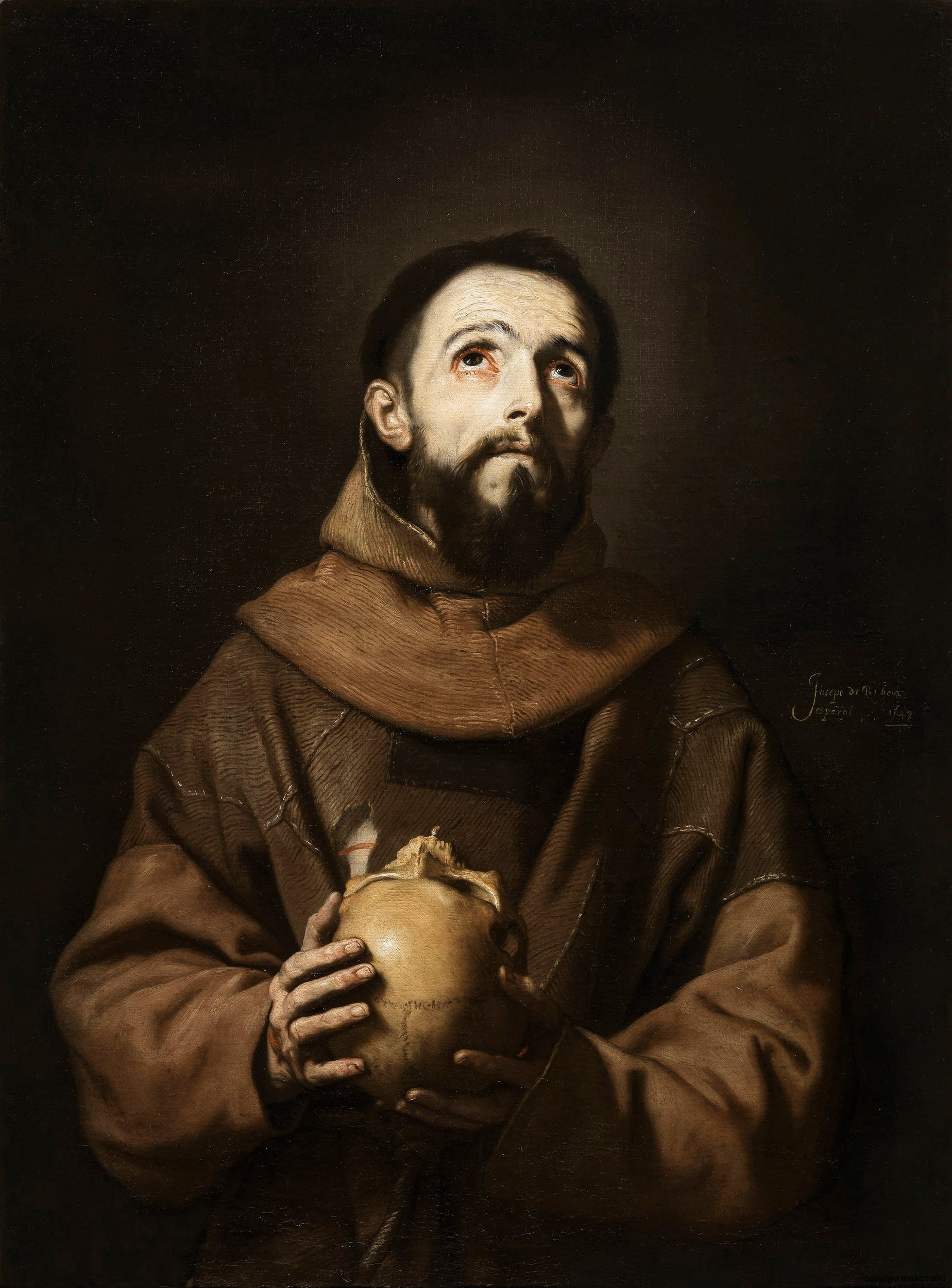
Francesco d'Assisi

Gli ordini mendicanti, sorti tra il XII ed il XIII secolo in seno alla Chiesa cattolica, sono quegli ordini religiosi ai quali la regola primitiva imponeva l'emissione di un voto di povertà che implicava la rinuncia ad ogni proprietà non solo per gli individui, ma anche per i conventi, e che traevano sostentamento unicamente dalla raccolta delle elemosine (questua).

## Origini
Occasione storica della fondazione dei primi ordini mendicanti (l'Ordo Praedicatorum di Domenico di Guzmán, l'Ordo Minorum di Francesco d'Assisi) fu la grave situazione creatasi in seno alla Chiesa in seguito alla massiccia penetrazione fra i ceti più umili (soprattutto in Italia e nella Francia meridionale) della propaganda pauperistica dei catari e dei valdesi. 
Francesco, Domenico e i loro seguaci rappresentarono la risposta della Chiesa ad alcune legittime esigenze fatte valere da quelle confessioni: perseverando all'interno della Chiesa, cercarono di realizzare l'ideale evangelico dell'imitazione di Cristo in una vita semplice, fatta di povertà e penitenza, predicazione e opere di carità: provvedevano al loro sostentamento unicamente tramite la raccolta di offerte e il lavoro (insegnamento, cura d'anime). Questa scelta venne fatta in netta contrapposizione con l'evidente ricchezza del clero secolare, non legato da alcun voto di povertà, e dei monaci del tempo, tenuti alla povertà individuale ma non a quella collettiva, la cui predicazione era ritenuta meno efficace nella difesa del Vangelo. 
Nacque negli stessi anni (fine XII secolo) anche l'ordine trinitario di Giovanni de Matha, che, facendo proprio un analogo desiderio di povertà, s'impegnava a liberare, in modo non violento, gli schiavi, in particolare i cristiani fatti prigionieri dai musulmani del Nordafrica. 
Francescani e Domenicani, fortemente sostenuti dai papi Innocenzo III e Onorio III, con il loro rigore e la loro assoluta povertà, diedero all'ortodossia cattolica un contributo decisivo per combattere ad armi pari la predicazione ereticale e ricondurre in seno alla Chiesa il movimento pauperistico.
Nel corso degli anni successivi gli ordini mendicanti si diffusero soprattutto nelle zone urbane, che proprio in quel periodo stavano conoscendo una notevole espansione: furono accolti favorevolmente dalla popolazione sia per il loro rigore che per il fatto di non pretendere decime e tributi.
Fondamentale fu il loro contributo allo sviluppo del pensiero teologico e filosofico del Medioevo latino: le grandi menti che elaborarono l'alta Scolastica provenivano proprio da questi ordini (Alberto Magno e Tommaso d'Aquino erano domenicani, francescani erano invece Bonaventura da Bagnorea e Giovanni Duns Scoto). Ben presto i frati si dedicarono all'insegnamento e alla direzione spirituale: furono consiglieri di re e principi, pratica prima spesso affidata ai monaci benedettini.

## Caratteristiche
La caratteristica generale degli ordini mendicanti, in origine, era la totale mancanza di proprietà sia individuale che collettiva da parte dei frati, i quali gestiscono in comune i beni presenti nel convento. In tali ordini esisteva la figura del questuante, un frate addetto a girare per città e campagne per sollecitare il versamento della questua, ossia di una donazione volontaria atta al sostentamento del convento.
L'obbligo alla povertà e la pratica della raccolta delle elemosine (ormai quasi totalmente abbandonata) vennero progressivamente limitate: nel 1475 papa Sisto IV abolì la mendicità come forma di reddito e il concilio di Trento, pur mantenendo il divieto all'acquisizione di benefici ecclesiastici, permise agli ordini mendicanti di possedere, collettivamente, delle rendite.
Un'altra essenziale differenza dagli ordini monastici e da quelli di canonici regolari era nella loro organizzazione giuridica: i frati non sono legati a vita a un singolo convento, ma possono essere trasferiti in base alle esigenze di cura d'anime; le loro comunità non costituiscono entità autonome, ma sono federate in province e sottoposte a un capo supremo (Maestro generale per i domenicani, Ministro generale per i francescani) la cui giurisdizione si estende su tutti i membri dell'ordine; tutti i superiori (sia dei singoli conventi, che quelli provinciali e i generali) sono eletti direttamente dai membri dell'ordine e il loro mandato era a termine.
Data la temporanea impossibilità, stabilita dal Concilio Lateranense IV, di far sorgere nuove regole, i frati adottarono la regola benedettina (di Benedetto da Norcia) o quella agostiniana (di Agostino), eccetto i frati minori, perché Francesco d'Assisi volle e ottenne da Onorio III una regola propria.

## Gli altri ordini
Nel corso del XIII secolo si trasformarono in ordini mendicanti anche ordini contemplativi più antichi, come gli Eremitani di Sant'Agostino ed i Carmelitani. Contemporaneamente nacquero anche altri ordini 
Tra gli ordini più recenti troviamo i Fatebenefratelli, nati in Spagna nel XVI secolo, i Fratelli di Betlemme, sorti in Guatemala nel 1658, gli Scalzetti, nati nella seconda metà del XVIII secolo.

## Gli ordini mendicanti
Sono di seguito riportati gli ordini mendicanti ancora attivi, elencati in ordine storico giuridico di precedenza:
- Predicatori;[5]
- Minori;[5]
- Minori Conventuali;[5]
- Minori Cappuccini;[6]
- Terziari Regolari Francescani;[6]
- Agostiniani (Eremitani);[6]
- Agostiniani Recolletti;[6]
- Agostiniani Scalzi;[7]
- Carmelitani;[7]
- Carmelitani Scalzi;[7]
- Trinitari;[7]
- Mercedari;[8]
- Mercedari Scalzi;[8]
- Servi di Maria;[8]
- Minimi;[8]
- Fatebenefratelli;[4]
- Betlemiti.[4]

Tra gli ordini mendicanti soppressi o estinti:
- Saccati
- Gesuati;
- Eremiti di Monte Senario;
- Ambrosiani;
- Girolamini del Beato Pietro da Pisa;
- Scalzetti;
- Ospedalieri di Sant'Ippolito.[9]

## Il ramo femminile
La legge canonica ha sempre obbligato le religiose (monache) ai voti solenni e alla clausura: pertanto, pur essendo sorte immediatamente delle comunità femminili che corrispondevano allo stesso carisma degli ordini mendicanti (Clarisse, Domenicane), era loro proibito l'apostolato attivo che caratterizzava la vita dei frati (le monache avevano quindi il dovere di sostenere la missione dei religiosi con la preghiera e la penitenza).
Alle donne che intendevano rimanere nel secolo era consentito legarsi tramite voti semplici ai terz'ordini (detti della penitenza), facendo propri i valori di vita dei frati, praticando la povertà e la castità ma continuando a vivere nelle proprie abitazioni: tra le più illustri rappresentanti del terz'ordine francescano vanno ricordate Elisabetta d'Ungheria e Margherita da Cortona; mentre Caterina da Siena è la più celebre terziaria domenicana.
La formazione di comunità di terziarie diede vita, a partire dal XVI secolo, a numerosissime congregazioni di suore dedite all'insegnamento, all'assistenza agli ammalati o alle missioni. Tra le maggiori: le Domenicane della Presentazione, le Francescane degli Infermi, le Mercedarie della Carità, le Francescane Missionarie di Maria, le Elisabettine e le Agostiniane Missionarie.